# Jean-François Staszak
 (février 2021).
Jean-François Staszak né en 1965, est un géographe français. 

## Biographie
Jean-François Staszak est né à Lunéville en Meurthe-et-Moselle en 1965, où il a étudié au Lycée Ernest Bichat.
Jean-François Staszak a soutenu son doctorat en 1993 à l’université Paris Sorbonne-Paris IV. Par la suite, il a été maître de conférences à l’université de Picardie, puis à l’université Paris I Panthéon-Sorbonne. Depuis 2004, il enseigne à l’Université de Genève. Nommé professeur ordinaire en 2007, il a été directeur du département de géographie et environnement.
Ses travaux ont d’abord concerné l’histoire ancienne et l’épistémologie de la géographie, puis la géographie économique, et enfin la géographie culturelle qu’il a contribué à renouveler en géographie francophone. Ses recherches récentes portent sur les représentations géographiques dans les champs de l’art et du tourisme, et plus largement sur la question de l’altérité et de l'exotisme.
Son analyse des articulations entre les représentations, les pratiques et la réalité géographiques s’inscrit dans une perspective constructiviste, intégrant les apports des théories du postmodernisme, du postcolonialisme et du genre.
Dans le cadre de recherches menées de 1999 à 2002,,, le géographe s'attache à montrer que les zoos constituent un lieu privilégié d'étude des rapports entre les humains et les animaux.

## Ouvrages
- Clichés exotiques, Le tour du monde en photographies 1860-1890, avec L. Gauthier, Editions de Monza, 2015.
- Gauguin voyageur. Du Pérou aux îles Marquises, Paris, Solar/Géo, 2006.
- Espaces domestiques. Construire, habiter, représenter, Paris, Bréal, 2004 (avec Béatrice Collignon).
- Géographies anglo-saxonnes. Tendances contemporaines, Paris, Belin, 2001.
- Géographies de Gauguin, Paris, Bréal, 2003.
- Principes de géographie économique, Paris, Bréal, 2000 (avec Isabelle Géneau de Lamarlière).
- Les Discours du géographe, Paris, L’Harmattan, 1997.
- La Géographie d’avant la géographie. Le climat chez Hippocrate et Aristote, Paris, L'Harmattan, 1995.